# Kamand (ort i Iran)
Kamand (persiska: کمند) är en ort i Iran.   Den ligger i provinsen Östazarbaijan, i den nordvästra delen av landet, 500 km nordväst om huvudstaden Teheran. Kamand ligger 1 492 meter över havet och antalet invånare är 924.
Terrängen runt Kamand är kuperad åt nordväst, men åt sydost är den platt. Kamand ligger nere i en dal.Runt Kamand är det ganska glesbefolkat, med 38 invånare per kvadratkilometer. Närmaste större samhälle är Tabriz, 14,9 km väster om Kamand. Trakten runt Kamand består i huvudsak av gräsmarker.